# Aparat fotosyntetyczny
Aparat fotosyntetyczny (ang. photosynthetic apparatus) – zestaw wszystkich elementów uczestniczących w przeprowadzaniu fotosyntezy. U eukariotycznych organizmów fotosyntetyzujących aparat fotosyntetyczny zlokalizowany jest w chloroplastach. U sinic są to tylakoidy.